# Maison de la famille Đorđević à Gornji Milanovac
La maison de la famille Đorđević à Gornji Milanovac (en serbe cyrillique : Кућа породице Ђорђевић у Горњем Милановцу ; en serbe latin : Kuća porodice Đorđević u Gornjem Milanovcu) se trouve à Gornji Milanovac, dans le district de Moravica, en Serbie. Elle est inscrite sur la liste des monuments culturels protégés de la république de Serbie (identifiant no SK 520),,.

## Présentation
La maison de Dobrinka Đorđević, caractéristique de l'architecture traditionnelle, a été construite dans la seconde moitié du XIXe siècle.
Elle est constituée d'un rez-de-chaussée-sous-sol en pierre et d'un étage résidentiel construit selon la technique des colombages avec un remplissage en briques. La partie résidentielle de la maison est accessible par un escalier extérieur situé à l'arrière de la maison, côté cour. Le toit à quatre pans est recouvert de tuiles.
En plus de sa valeur ethnologique, la « maison de Dobrinka », comme on l'appelle familièrement, a également une valeur culturelle et historique dans le sens où elle a servi de résidence à la famille Nastasijević, une famille connue de Gornji Milanovac.
Constituant le seul bâtiment résidentiel conservé dans sa forme originale de la période d'avant-guerre, elle a été classée comme monument culturel en 1977. En revanche, après avoir obtenu ce statut, l'édifice a subi des travaux de préservation et de restauration, qui, effectués sans le contrôle des services compétents, en ont considérablement altéré l'apparence.

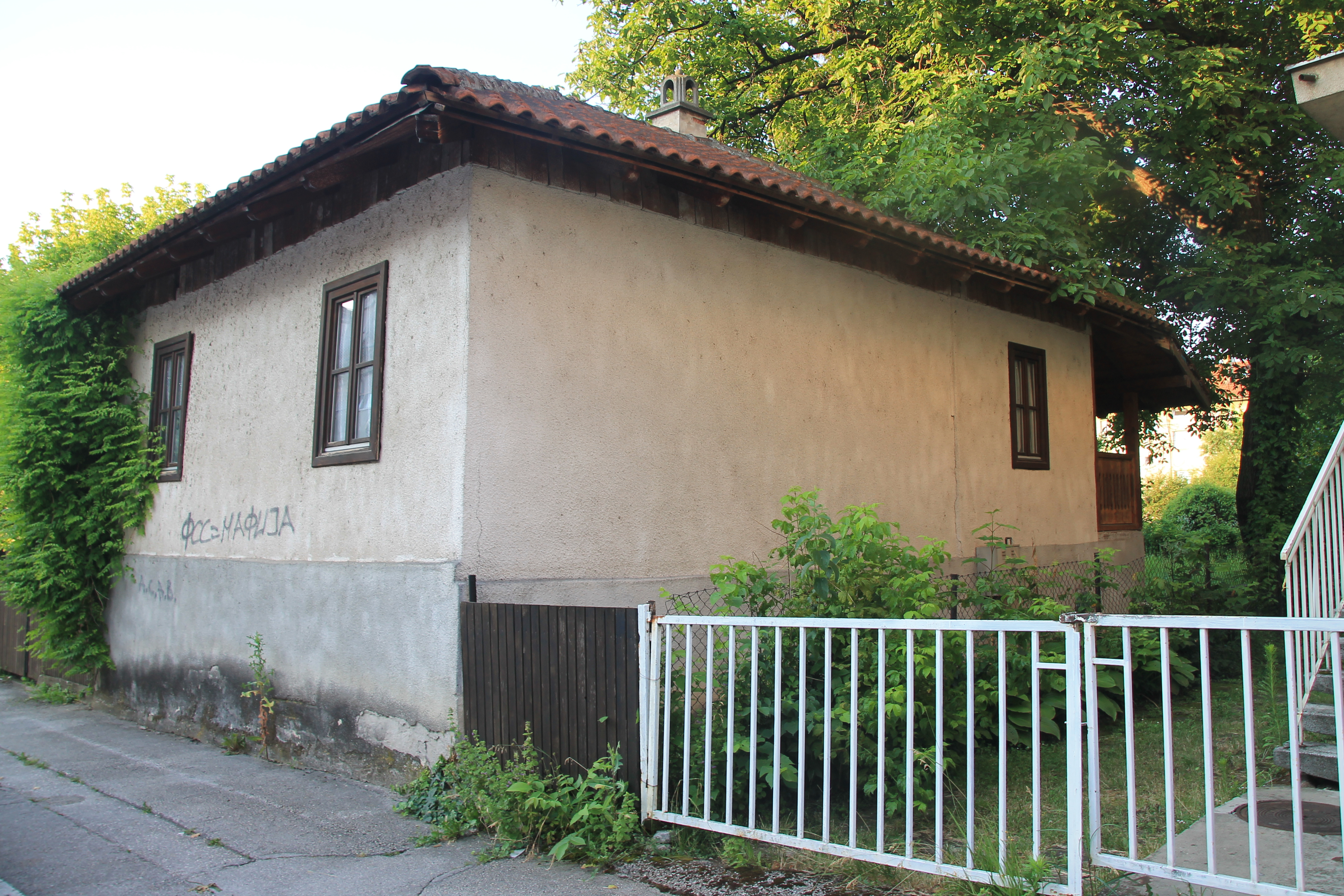
Autre vue de la façade sur rue.
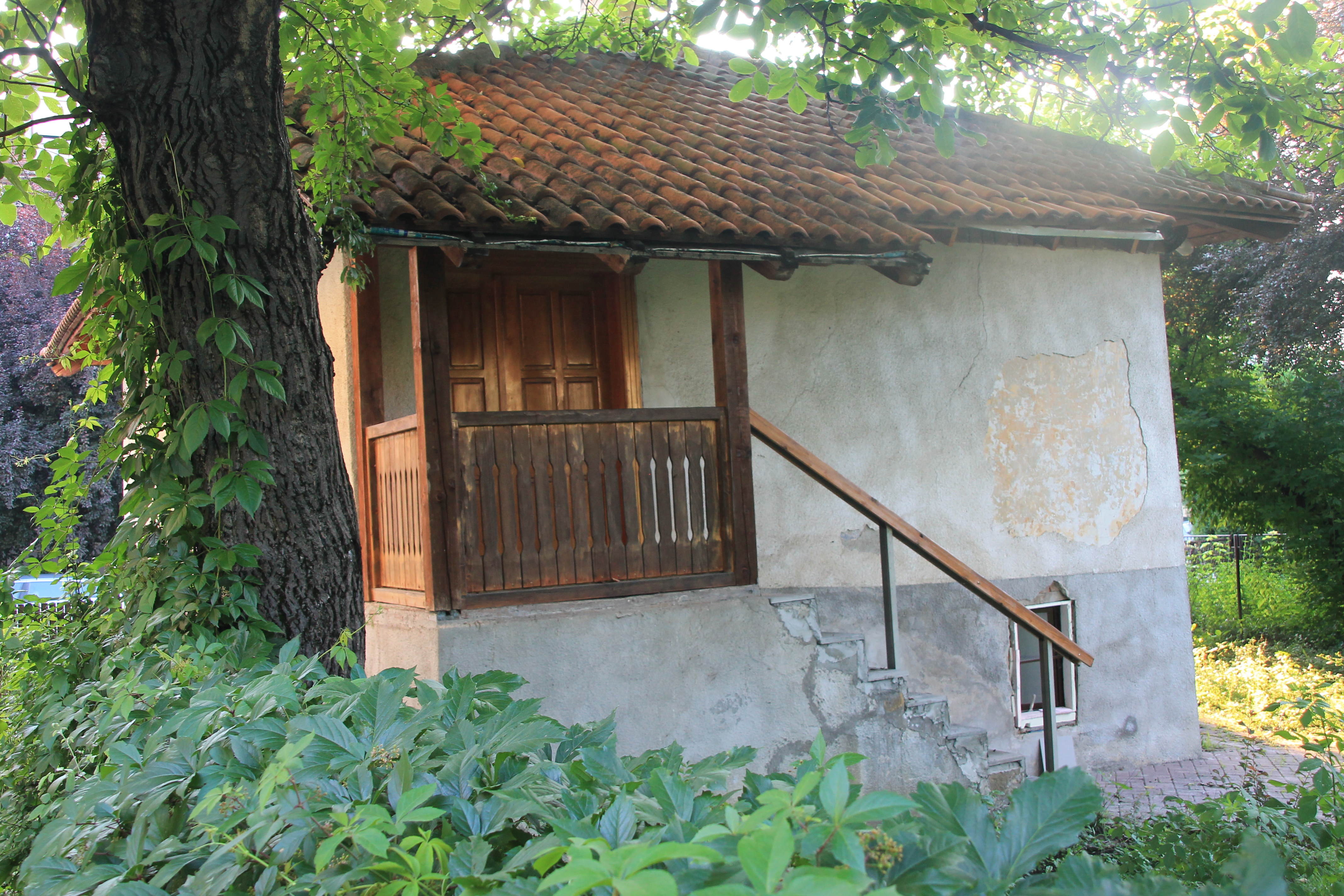
Vue de la façade sur cour.
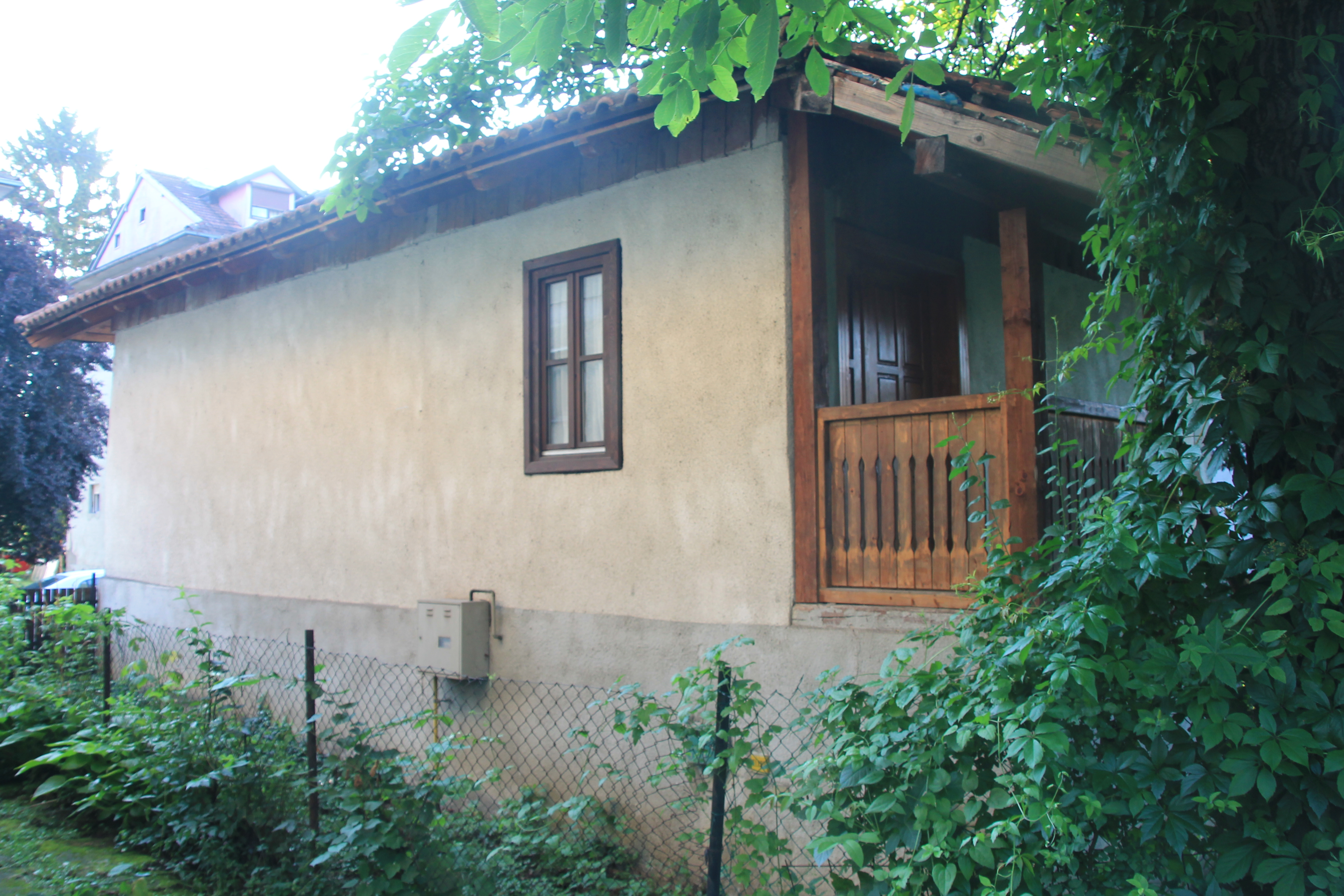
Autre vue de la façade sur cour.